# Občina Cankova
Občina Cankova (slovinsky Občina Cankova, německy Gemeinde Kaltenbrunn) je jednou z 212 občin ve Slovinsku. Nachází se na severovýchodě státu v Pomurském regionu na území historického Zámuří. Občinu tvoří 8 sídel, její rozloha je 30,6 km² a k 1. lednu 2017 zde žilo 1 794 obyvatel. Správním střediskem občiny je vesnice Cankova.

## Členění občiny
Občina se dělí na sídla:
- Cankova
- Domajinci
- Gerlinci
- Gornji Črnci
- Korovci
- Krašči
- Skakovci
- Topolovci